# Thricops culminum
Thricops culminum är en tvåvingeart som först beskrevs av Pokorny 1889.  Thricops culminum ingår i släktet Thricops och familjen husflugor. Inga underarter finns listade i Catalogue of Life.